# Tweede klasse 1900-01 (voetbal België)
Het seizoen 1900/01 van Division 1 (Eerste Afdeeling), de voorloper van de Belgische Tweede Klasse was het vijfde seizoen dat er een competitie onder het hoogste niveau gespeeld werd in België. De competitie werd niet als een nationaal niveau beschouwd. Er was ook geen degradatie of promotie.
De 22 deelnemende ploegen werden ingedeeld volgens vijf regionale reeksen "Antwerpen", "Brabant", "Luik", "Namen" en "Vlaanderen".  Zes van deze ploegen kwalificeerden zich voor de kwartfinales van het eindtoernooi.   Winnaar werd Union Saint-Gilloise.  

## Regionale voorrondes Division 1

### Afdeling Antwerpen
|   |   |                       | P | W | G | V | + | - | DS | Ptn |
| - | - | --------------------- | - | - | - | - | - | - | -- | --- |
| Q | 1 | Antwerp FC            | 2 | 1 | 1 | 0 | 6 | 0 | 6  | 3   |
|   | 2 | reserven Beerschot AC | 2 | 0 | 1 | 1 | 0 | 6 | -6 | 1   |

P: wedstrijden gespeeld, W: wedstrijden gewonnen, G: gelijke spelen, V: wedstrijden verloren, +: gescoorde doelpunten, -: doelpunten tegen, DS: doelsaldo, Ptn: totaal punten,  Q: gekwalificeerd

### Afdeling Brabant
De afdeling Brabant werd opgedeeld in een reeks A en B. De eerste twee ploegen van elke reeks speelden in twee kruisfinales voor twee kwalificatieplaatsen.

#### Reeks A
|    |   |                                               | P  | W | G | V  | +  | -  | DS  | Ptn |
| -- | - | --------------------------------------------- | -- | - | - | -- | -- | -- | --- | --- |
| KF | 1 | reserven Racing Club de Bruxelles             | 10 | 8 | 1 | 1  | 29 | 14 | 15  | 17  |
| KF | 2 | reserven Léopold Club                         | 10 | 8 | 0 | 2  | 36 | 8  | 28  | 16  |
|    | 3 | US Bruxelloise                                | 10 | 5 | 1 | 4  | 7  | 14 | -7  | 11  |
|    | 4 | reserven Athletic & Running Club de Bruxelles | 10 | 3 | 2 | 5  | 13 | 19 | -6  | 8   |
|    | 5 | CS de Schaerbeek                              | 10 | 4 | 0 | 6  | 6  | 28 | -22 | 8   |
|    | 6 | United Sports Club                            | 10 | 0 | 0 | 10 | 1  | 9  | -8  | 0   |

P: wedstrijden gespeeld, W: wedstrijden gewonnen, G: gelijke spelen, V: wedstrijden verloren, +: gescoorde doelpunten, -: doelpunten tegen, DS: doelsaldo, Ptn: totaal punten, KF: gekwalificeerd voor kruisfinale
Opmerking
"United Sports Club" trok zich in de loop van de competitie terug, en verloor daardoor alle wedstrijden.  

#### Reeks B
|    |   |                                | P | W | G | V | +  | -  | DS  | Ptn |
| -- | - | ------------------------------ | - | - | - | - | -- | -- | --- | --- |
| KF | 1 | Union Saint-Gilloise           | 8 | 7 | 1 | 0 | 32 | 12 | 20  | 15  |
| KF | 2 | Daring Bruxelles FC            | 8 | 4 | 1 | 3 | 23 | 16 | 7   | 9   |
|    | 3 | Olympia Club de Bruxelles      | 8 | 3 | 1 | 4 | 15 | 29 | -14 | 7   |
|    | 4 | SC de Louvain                  | 8 | 1 | 4 | 3 | 11 | 22 | -11 | 6   |
|    | 5 | reserven Skill FC de Bruxelles | 8 | 1 | 1 | 6 | 17 | 19 | -2  | 3   |

P: wedstrijden gespeeld, W: wedstrijden gewonnen, G: gelijke spelen, V: wedstrijden verloren, +: gescoorde doelpunten, -: doelpunten tegen, DS: doelsaldo, Ptn: totaal punten, KF: gekwalificeerd voor kruisfinale

#### Kruisfinales
De twee winnaars kwalificeerden zich voor het eindtoernooi.
| Datum | Wedstrijd            | Wedstrijd | Wedstrijd                         | Uitslag |
| ----- | -------------------- | --------- | --------------------------------- | ------- |
|       | Union Saint-Gilloise | -         | reserven Léopold Club             | 5 - 0   |
|       | Daring Bruxelles FC  | -         | reserven Racing Club de Bruxelles | 3 - 2   |

### Afdeling Luik
|   |   |                          | P | W | G | V | + | - | DS | Ptn |
| - | - | ------------------------ | - | - | - | - | - | - | -- | --- |
| Q | 1 | reserven FC Liégeois     | 2 | 1 | 0 | 1 | 5 | 5 | 0  | 2   |
|   | 2 | Stade Wallon de Verviers | 2 | 1 | 0 | 1 | 5 | 5 | 0  | 2   |
|   | 3 | Spa FC                   | 0 | 0 | 0 | 0 | 0 | 0 | 0  | 0   |

P: wedstrijden gespeeld, W: wedstrijden gewonnen, G: gelijke spelen, V: wedstrijden verloren, +: gescoorde doelpunten, -: doelpunten tegen, DS: doelsaldo, Ptn: totaal punten,  Q: gekwalificeerd
Opmerking
"Spa FC" trok zich terug voor de competitie begon.  
Testwedstrijd
| Datum | Wedstrijd            | Wedstrijd | Wedstrijd                | Uitslag |
| ----- | -------------------- | --------- | ------------------------ | ------- |
|       | reserven FC Liégeois | -         | Stade Wallon de Verviers | 6 - 2   |

### Afdeling Namen
|   |   |                              | P | W | G | V | + | - | DS | Ptn |
| - | - | ---------------------------- | - | - | - | - | - | - | -- | --- |
| Q | 1 | FC des Etudiants de Gembloux | 2 | 2 | 0 | 0 | ? | ? | ?  | 4   |
|   | 2 | Namur FC                     | 2 | 0 | 0 | 2 | ? | ? | ?  | 0   |

P: wedstrijden gespeeld, W: wedstrijden gewonnen, G: gelijke spelen, V: wedstrijden verloren, +: gescoorde doelpunten, -: doelpunten tegen, DS: doelsaldo, Ptn: totaal punten,  Q: gekwalificeerd

### Afdeling Vlaanderen
|   |   |                      | P | W | G | V | + | - | DS | Ptn |
| - | - | -------------------- | - | - | - | - | - | - | -- | --- |
| Q | 1 | RC de Gand           | 6 | 5 | 0 | 1 | 8 | 4 | 4  | 10  |
|   | 2 | reserven FC Brugeois | 6 | 4 | 0 | 2 | 3 | 2 | 1  | 8   |
|   | 3 | reserven CS Brugeois | 6 | 3 | 0 | 3 | 3 | 8 | -5 | 6   |
|   | 4 | FC Courtraisien      | 6 | 0 | 0 | 6 | 0 | 0 | 0  | 0   |

P: wedstrijden gespeeld, W: wedstrijden gewonnen, G: gelijke spelen, V: wedstrijden verloren, +: gescoorde doelpunten, -: doelpunten tegen, DS: doelsaldo, Ptn: totaal punten,  Q: gekwalificeerd
Opmerking
"FC Courtraisien" trok zich in de loop van de competitie terug, en verloor daardoor alle wedstrijden.

## Eindtoernooi Division 1
De zes gekwalificeerde ploegen speelden een knock-outtoernooi voor de titel.  Winnaar werd Union Saint-Gilloise.
Kwartfinales
| Datum | Wedstrijd            | Wedstrijd | Wedstrijd                    | Uitslag       |
| ----- | -------------------- | --------- | ---------------------------- | ------------- |
|       | Daring Bruxelles FC  | -         | Antwerp FC                   | 2 - 1         |
|       | Union Saint-Gilloise | -         | reserven FC Liégeois         | 7 - 2         |
|       | RC de Gand           | -         | FC des Etudiants de Gembloux | niet gespeeld |

Halve finales
| Datum | Wedstrijd            | Wedstrijd | Wedstrijd  | Uitslag |
| ----- | -------------------- | --------- | ---------- | ------- |
|       | Union Saint-Gilloise | -         | RC de Gand | 6 - 1   |
|       | Daring Bruxelles FC  | -         |            | bye     |

Finale
| Datum | Wedstrijd            | Wedstrijd | Wedstrijd           | Uitslag |
| ----- | -------------------- | --------- | ------------------- | ------- |
|       | Union Saint-Gilloise | -         | Daring Bruxelles FC | 12 - 0  |